# Ipeľský Sokolec
Ipeľský Sokolec (węg. Szakálos, Ipolyszakállos) – wieś (obec) na Słowacji położona w kraju nitrzańskim, w powiecie Levice. Pierwsze wzmianki o miejscowości pochodzą z roku 1386. 
Według danych z dnia 31 grudnia 2012, wieś zamieszkiwało 845 osób, w tym 433 kobiety i 412 mężczyzn.
W 2001 roku rozkład populacji względem narodowości i przynależności etnicznej wyglądał następująco:
- Słowacy – 12,88%
- Czesi – 0,35%
- Węgrzy – 86,31%

Ze względu na wyznawaną religię struktura mieszkańców kształtowała się w 2001 roku następująco:
- Katolicy rzymscy – 85,15%
- Grekokatolicy – 0,12%
- Ewangelicy – 4,52%
- Ateiści – 3,36%
- Przedstawiciele innych wyznań – 0,12%
- Nie podano – 1,51%